# Jean-Théodore Radoux
Jean-Théodore Radoux (Luik, 9 november 1835 – aldaar, 20 maart 1911) was een Belgisch componist en fagottist.
Hij was zoon van wapensmid Jean Radoux en Marguerite Josephine Bovy. Broer Jean-Toussaint Radoux (hoornist, 1825-1889) en Jean-Joseph Radoux (violist, 1833-1877) waren eveneens muzikant. Hijzelf trouwde met Marguerite Louise De Grelle. Zoon Charles Radoux-Rogier werd componist.
Hij kreeg eerste muzieklessen van zijn vader, amateurmuzikant. Op negenjarige leeftijd kon hij gaan studeren aan het Luiks conservatorium en wel bij Joseph Daussoigne-Méhul (harmonieleer en contrapunt) en Léonard Terry (muziektheorie). Hij ontving al een jaar eerder een eerste prijs in muziektheorie en besloot lessen op cello en piano te nemen. Daarin vond hij zelf weinig progressie zitten en verliet daarop de muziekopleiding. In 1847 begon hij echter op aandringen van fagottist Professor Joseph Bâcha zijn studies aan het conservatorium te hervatten, dit maal dus op de fagot. In die studie haalde hij opnieuw een eerste prijs als ook een gouden medaille. In die tijd studeerde hij ook bij componist Fromental Halévy; hij verbleef daartoe in Parijs. De Duits-Franse Oorlog in 1870 bracht daaraan een eind.
Radoux volgde na het overlijden van Bacha in 1856 hem op als professor/docent op genoemd conservatorium, maar moest een aantal keer auditie doen. In 1872 werd hij zelfs directeur van het conservatorium, een functie die hij tot aan zijn door zou vervullen. Hij was er directeur tussen Etienne Soubre en Sylvain Dupuis en richtte er muziekleeslessen, een bibliotheek daarvan en een conservatoriumorkest op. Het conservatorium breidde onder zijn bewind flink uit en moest verhuizen naar de Boulevard Piercot.
Zijn cantate Le Juif errant voor sopraan, cello en orkest, behaalde in 1859 de Prix de Rome. Zijn werken bevonden zich in allerlei genres, van opera's (Le Béarnais uit 1868; La coupe enchantée uit 1872) tot orkest- en koorwerken. Zo schreef hij onder andere de cantate Le Travail voor de onthulling van een standbeeld voor John Cockerill (Seraing, 1864). Een van zijn laatste werken was de Cantate inaugurale à l'occasion de l'Exposition universelle voor de wereldtentoonstelling van 1905; zeshonderd muzikanten voerden het uit voor onder andere Prins Albert I van België en zijn vrouw Elisabeth. Ondanks enkele prijzen zijn zijn werken grotendeels vergeten.
Hij schreef een biografie over zijn leraar Doussoigne-Méhul en in 1891 gaf hij Henri Vieuxtemps, sa vie et ses oeuvres uit. Voorts was hij betrokken bij de oprichting van het Grétry Museum ter nagedachtenis aan musicus André Ernest Modeste Grétry.
Voor zijn werk kreeg hij de Leopoldsorde toebedeeld. Luik kent de Boulevard Jean-Théodore Radoux.
Radoux was onder de indruk van de werken van Pjotr Iljitsj Tsjaikovski en liet de componist schriftelijk weten.